# Ten kluk je postrach 3
Ten kluk je postrach 3  (v anglickém originále Problem Child 3: Junior in Love) je americký televizní komediální film z roku 1995. Režíroval jej Greg Beeman, hlavní roli Prcka zahrál Justin Chapman.

## Děj
Osmiletý Prcek Healy (Justin Chapman), ve svém času dost vyvádí. Proto jeho otec Ben Healy (William Katt), vezme svého syna ke psychologům, kde padne rozhodnutí, že půjde do taneční školy, kde bude tančit s děvčaty. Prcek rychle hledá nějaký způsob, jak se tomu vyhnout. Nakonec jej otec přesvědčil, aby tam jel. Prcek se zde zamiluje do krásné holky Tiffany (Jennifer Ogletree), do níž se ale zamilovali ještě tři zlí kluci Blade (Jake Richardson), Corky (Blake Mclverewing) a Duke (Brock Pierce). Proto se Prcek přihlásí do skautingu k Baskervillským psům, aby tam připravil lumpárny pro Dukea. V taneční škole se připravuje divadelní hra Peter Pan. Úkol Petera Pana bude hrát vyčesaný Corky, princeznu bude hrát Prckova milovaná Tiffany. Prcek musí zkazit celou scénu a Corky se propadne do díry v pódiu. Pak se Prcek rozhodne že se přihlásí na hokej, aby tam zmlátil zlého Bladea. Po mnoha problémech se konečně Tiffany zamiluje do Prcka. Jenomže to Prcek netuší, že je Tiffany zlá a namyšlená holka. Nakonec se Prcek zamiluje do holky na maškarním plese.